# Us and the Night
Us and the Night è il sesto album in studio del gruppo rock statunitense 3 Doors Down, pubblicato nel 2016.

## Tracce
1. The Broken – 2:46
2. In the Dark – 3:43
3. Still Alive – 2:41
4. Believe It – 3:21
5. Living in Your Hell – 3:48
6. Inside of Me – 3:45
7. I Don’t Wanna Know – 3:24
8. Pieces of Me – 3:38
9. Love Is a Lie – 2:47
10. Us and the Night – 3:59
11. Fell from the Moon – 3:56

## Formazione
- Brad Arnold - voce
- Chris Henderson - chitarra
- Greg Upchurch - batteria, percussioni
- Chet Roberts - chitarra
- Justin Biltonen - basso